# Куропацкий, Антон Васильевич
Анто́н Васи́льевич Куропа́цкий (1868—1919) — крестьянин, депутат Государственной думы I созыва от Гродненской губернии.

## Биография
По национальности белорус, православный. Из крестьян деревни Новосёлки Мостовской волости Гродненского уезда Гродненской губернии. Имел начальное образование. Во время избрания в Думу был беспартийным.
Выборщик А. М. Санцевич вспоминал:

При разборе записок, которые были заполнены в избирательном собрании, на купоне № 7 оказалось, что несколько выборщиков подали свои голоса за Куропацкого, который должен был пройти блоком, а не одними крестьянами. Крестьяне приступили с вопросами, кто это изменил? Оказалось, что крестьяне из более простых, по ошибке или по незнанию, пометили Куропацкого теперь, но это важности не представляло. Ещё более крестьяне удивлены были и недоверчиво отнеслись к своим вожакам, когда вожаки разъяснили, что Куропацкому следует теперь класть все черные. У крестьян явилось подозрение, что вожаки одурели или хотят так устроить, чтобы Куропацкий этот избранник Божий — не попал в Думу. Дисциплина гласила, что белые следует класть на всех своих избранников, а тут вдруг Куропацкому — жеребьевому избраннику — и черные!.
В итоге Куропацкий получил 65 голосов.
26 марта 1906 избран в Государственную думу I созыва от съезда уполномоченных от волостей Гродненской губернии. В работе Думы активного участия не принимал. Современные источники утверждают, что Куропацкий входил в Трудовую группу, однако в изданиях Санкт-Петербургского комитета Трудовой Группы он отнесён к беспартийным.
После начала Первой мировой войны находился в эвакуации в городе Рыбинске. Умер в 1919 году, возвращаясь из эвакуации. Похоронен в городе Барановичи Брестской области.

## Семья
- Жена — Аксения (урождённая, 1865?, дер. Асовляны—?). В семье 8 детей[1]:
  - Сын — Василий (1891—?), в годы 1-й Мировой войны закончил Киевское юнкерское училище, 24 июля 1916 года присвоено офицерское звание.
  - Сын — Иван[6] (1896—1941), в годы 1-й Мировой войны закончил 3-ю Московскую школу прапорщиков, 5 сентября 1917 года присвоено офицерское звание. Жена — Лидия Митрофановна[7].
  - Сын — Павел (?—1967).
  - Сын — Яков (?—1959).
  - Сын — Михаил (1905—?).
  - Сын — Антон (1907—1987).
  - Сын — Пётр (?—?)
  - Дочь — Анна (в замужестве Плескач, 1895—1978 (со слов дочери Елены)).